# トントン館
トントン館（トントンかん）は、かつて北海道札幌市西区に存在したホームセンター。

## 概要
道東地域でガソリンスタンドやホームセンター「ヒシサンホーマ」などを運営する根室市の「ヒシサン」により1985年3月に開店、ヒシサン系列の「小林商店」が土地建物を保有した。
当初は1984年設立の子会社「ハウスハウス」（1990年に「トントン館」に社名変更）により経営され、初期はホームセンターの競争が激化しておらず地域密着のホームセンターとして人気を集めていた。2008年にはリニューアルを行いヒシサン本社が経営する形となり2010年にはコインランドリー「ふんわり館」も設置されたが、チェーン店のホームセンターの増加等で採算が悪化、設備の老朽化で建て替えが必要となったこともあり、2016年3月13日をもって閉店した。
閉店後は2016年5月までに解体され隣接する旧日商プロパン札幌工場敷地や、旧コープさっぽろ宅配事業本部農産センター敷地と合わせた19,246平米の敷地で再開発され北海道酒類販売が店舗を建設しコープさっぽろにリースバックする形でコープさっぽろ二十四軒店が同年12月9日に開店。またコインランドリー「ふんわり館」は閉店後もリニューアルの上営業を継続している。